# Manuel Gonçalves da Costa Barreiros
Manuel Gonçalves da Costa Barreiros (Laguna,  — , ) foi um político brasileiro.
Filho de Manuel Gonçalves Barreiros e de Matildes Pereira de Jesus.
Foi deputado à Assembleia Legislativa Provincial de Santa Catarina na 25ª legislatura (1884 — 1885).